# 海瀬 (いちき串木野市)
海瀬（かいぜ）は、鹿児島県いちき串木野市の町。郵便番号は896-0057。人口は23人、世帯数は15世帯（2020年10月1日現在）。

## 地理
いちき串木野市の中部、八房川下流域に位置する。町域の北方には生福、東方には生福・川上、南方には川上、西方には八房にそれぞれ接している。
町域の南端を鹿児島県道308号郷戸市来線が東西に通る。

### 河川
- 八房川

### 池
- 六反田池[5]

## 歴史
2011年（平成23年）10月11日にいちき串木野市が実施した町名等整理事業により大字下名の字小ケ倉、海瀬平、上海瀬、小海瀬、熊ノ谷、中海瀬、中須、下海瀬、川平、郡瀬、久保山の一部、東愛宕平、野落平、辻平の一部の区域よりいちき串木野市の町「海瀬」として設置された。
2012年（平成24年）10月9日には大字下名の残部に当たる字東愛宕平、辻平、永野原、愛宕段、南狩越、中狩越、北狩越、揚り立、次郎左衛門山、札立段、北肥名子坂、肥名子坂、北平が海瀬に編入された。

### 町域の変遷
| 変更後       | 変更年             | 変更前           |
| ------------ | ------------------ | ---------------- |
| 海瀬（新設） | 2011年（平成23年） | 大字下名（一部） |
| 海瀬（編入） | 2012年（平成24年） | 大字下名（一部） |

## 施設

### 公共
- いちき串木野市・日置市衛生処理組合串木野衛生センター[8]

## 人口
以下の表は国勢調査による小地域集計の人口推移である。
| 年                 | 人口 |
| ------------------ | ---- |
| 2015年（平成27年） | 32   |
| 2020年（令和2年）  | 23   |

## 教育

### 小・中学校の学区
市立小・中学校に通う場合、学区（校区）は以下の通りとなる。
| 町丁 | 地区 | 小学校                     | 中学校                       |
| ---- | ---- | -------------------------- | ---------------------------- |
| 海瀬 | 全域 | いちき串木野市立照島小学校 | いちき串木野市立串木野中学校 |

## 交通

### 道路
一般県道
- 鹿児島県道308号郷戸市来線